# Bondi Beach
Bondi Beach (pronunciat bondai) és una popular platja i nom també del suburbi que envolta Sydney, a Austràlia. Segons el cens poblacional del 2006 la població estaria situada entre els 10.373 habitants. Bondi Beach és a 7 quilòmetres de l'est del districte de negocies del centre de Sydney, a la regió del govern local de Waverley Concil, als Suburbis Orientals. El barri és l'un dels major centres comercials i residencials de Sydney, i és considerada com la més cèlebre platja d'Austràlia. Per això se la considera com l'un de les majors atraccions turístiques de Sydney. La paraula Bondi o Boondi té origen aborigen i significa aigua que surt sobre les roques o so de l'aigua que sorgeix de les roques. L'any 1809 el constructor William Roberts en va rebre la concessió, i així successivament amb noms com Edward Smith Hall i Francis O'Brien. Això va permetre un desenvolupament important de la zona. Al llarg del segle XX Bondi Beach ha estat suburbi de la classe treballadora. Després de la Segona Guerra Mundial, els Suburbis Orientals es transformen en lloc d'habitatge de jueus vinguts de Polònia, Rússia, Hongria, Txecoslovàquia (avui Txèquia i Eslovàquia) i Alemanya.